# Петър Лесов
Петър Лесов е български боксьор, олимпийски и двукратен европейски шампион, и треньор по бокс. Той е най-младият български олимпийски шампион. Стъпва на върха на славата само на 19 години.

## Биография
Петър Йосифов Лесов е роден на 12 септември 1960 г. в село Секирово (днес квартал на град Раковски). Започва да тренира бокс на 14-годишна възраст в специализираната спортна школа по бокс към ДФС „Локомотив“ при основно училище „Христо Ботев“ в родното си място; първи треньор му е Любен Гаджев.
От 12 декември 1979 г. е обявен за почетен гражданин на град Раковски., а от 2002 г. - на град Пловдив.
В навечерието на 1987 г. на среща с челните български спортисти Тодор Живков му връчва орден „Народна република България“ III степен. През 1991 г. се завръща на ринга, но като професионалист. В рамките на 12 месеца допуска 5 поражения и се отказва окончателно от бокса.
На 12 септември 2020 г. във връзка с 60-годишния му юбилей и 40 години от олимпийската му титла, на площад „Европа“ в родното му място е издигната триметрова статуя на боксьора, изработена от скулптора Живко Желев. По време на церемонията по откриването ѝ на Петър Лесов е връчено най-високото българско държавно отличие в областта на спорта - Почетен знак за заслуги в областта на спорта „Венец на победителя“.

### Спортна кариера
Още при първото си участие на лично републиканско първенство за момчета става шампион и е обявен за „най-бойкия състезател“ на турнира. След това започва да тренира в „Локомотив“ Пловдив, където до 1979 г. тренира под ръководството на Петър Стойчев.
През следващите няколко години става републикански шампион последователно във всички възрастови групи. Още при първото си участие при мъжете, през 1978 г. на престижния турнир „Странджа“, прави фурор и печели златото в категорията си.
През 1979 г. Петър става световен шампион за младежи в Япония. След това негов тренъор в националния отбор е Стоян Пиличев. Печели в категория до 51 кг на игрите в Москва 1980 г. Следват две европейски титли – 1981 и 1983 г., и два златни медала от турнира „Странджа“. През цялата му кариера в националния отбор негов треньор е Николай Джелатов.
Заради болест е принуден да прекрати състезателната си кариера едва на 24 години.

### Треньорска кариера
През 1985 г. Петър Лесов започва работа като треньор в ЦСКА и помощник-треньор на националния отбор. На последната длъжност, с известни прекъсвания, е до 2004 г. Помага в подготовката за мачове на известни имена в професионалния бокс, като Тончо Тончев, Александър Владимиров, Мартин Кръстев.
От 2005 г. е старши треньор на Боксов клуб ЦСКА.
Старши треньор на националния отбор (2007 – 2011). Като треньор на националния ни отбор извежда Детелин Далаклиев до шампионското отличие на Световното първенство в Милано през 2009 г.

## Успехи
- Победител в турнира „Странджа“, носител на купата (1984)
- Европейски шампион за мъже във Варна (1983)
- Победител в турнира „Странджа“ (1982)
- Европейски шампион за мъже в Тампере (1981)
- Олимпийски шампион на XXII летни олимпийски игри в Москва, кат. до 51 кг (1980)
- Световен шампион за младежи в Йокохама (1979)
- Победител в турнира „Странджа“ (1978)

## Награди и признание
- Орден „Народна република България“ III степен
- Почетен гражданин на град Раковски (от 1979 г.) и на град Пловдив (от 2002 г.)
- Пощенска марка с лика на Лесов, издадена в Никарагуа
- Статуя на боксьора, издигната на площада в родното му място
- Почетен знак за заслуги в областта на спорта „Венец на победителя“

- Статуята на Петър Лесов в град Раковски
- Звездата на Петър Лесов в Алеята на славата, стадион „Българска армия“, София